# NGC 7070
NGC 7070 é uma galáxia espiral barrada (SBc) localizada na direcção da constelação de Grus. Possui uma declinação de -43° 05' 12" e uma ascensão recta de 21 horas, 30 minutos e 25,2 segundos.
A galáxia NGC 7070 foi descoberta em 5 de Setembro de 1834 por John Herschel.